# Port lotniczy Moanda
Port lotniczy Moanda (ICAO: FOOD, IATA: MFF) – międzynarodowy port lotniczy położony w Moandzie w Gabonie.